# Nariño (Nariño)
Pour les articles homonymes, voir Nariño (homonymie).
Nariño est une municipalité située dans le département de Nariño en Colombie.